# Luis María Linde
Luis María Linde de Castro (Madrid, 15 maggio 1945) è un economista spagnolo, governatore del Banco de España, la banca centrale spagnola, dal 2012 al 2018.

## Biografia
Linde si è laureato in scienze economiche presso l'Universidad Complutense de Madrid con il massimo dei voti.
È stato l'addetto commerciale presso l'ambasciata spagnola in Unione Sovietica e ha lavorato per il Ministero dell'Economia.  Nel 1983 è stato nominato vicedirettore generale e capo delle Operazioni Estere del Banco de España e, nel 1987 direttore generale del Dipartimento Esteri.  Nel 1989 fu una delle poche persone a sapere quando esattamente la peseta sarebbe entrata a far parte del Sistema monetario europeo, un'operazione delicata in quanto qualsiasi fuga di notizie sui mercati o sulla stampa avrebbe potuto rovinare la strategia ideata. Nel 1996, nella sua pubblicazione Foreign Exchange Markets: Virtuality of the SME and Possibilities of the Single European Money, riteneva che "l'attuazione della moneta unica [euro] solleva problemi tecnici, giuridici e politici, e non si è completamente certi che sarà finalmente effettuato" secondo le modalità previste dal Trattato di Maastricht.Tra il 2005 e il 2008 è stato direttore esecutivo per la Spagna presso la Banca interamericana di sviluppo.
Il 25 maggio 2012 Linde è subentrato a Vicente Salas come membro del consiglio direttivo del Banco de España. Pochi giorni dopo Miguel Ángel Fernández Ordóñez si è dimesso da presidente della banca e Linde è stato nominato al suo posto. Un altro candidato per la carica, sostenuto dalla Banca centrale europea (BCE) e dai mercati finanziari, era José Manuel González Paramo, ex membro del Comitato esecutivo della BCE. Secondo lo statuto della banca Linde dovrebbe andare in pensione fra tre anni quando compirà 70 anni. Ma, quando Linde ha compiuto 70 anni a metà del suo mandato, nel maggio 2015, il Governo ha deciso di sopprimere tale articolo e ha colto l'occasione per eliminare la necessità del mandato del governatore e del vice governatore fossero simultanei, in modo che la dimissione del governatore non implichi necessariamente quella del vice governatore.
Sotto Linde, che è stato nominato solo due giorni prima che la Spagna richiedesse un salvataggio europeo, la banca centrale è stata presa di mira per la sua gestione della crisi bancaria e ha mantenuto una posizione neutrale sulla politica economica.

## Altre attività
- Presidente della Fondazione dell'Accademia Reale Spagnola.
- Istituto Ufficiale di Credito (ICO), membro del consiglio d'amministrazione[9]
- Fondazione Principessa delle Asturie, membro del consiglio d'amministrazione[10]
- Compañía Española de Crédito a la Exportación (CESCE), consigliere erl consiglio d'amministrazione (2009-2011)

## Opere
- (ES) Luis M. Linde, Don Pedro Girón, Duque de Osuna. La hegemonía española en Europa a comienzos del siglo XVII, Encuentro, 2005.
- (ES) Luis M. Linde, Animal grotesco, pero feroz, in Revista de libros, n. 179, novembre 2011,  pp. 24-28.[11]